# Liste der Kulturdenkmäler in Obersimten
In der Liste der Kulturdenkmäler in Obersimten sind alle Kulturdenkmäler der rheinland-pfälzischen Ortsgemeinde Obersimten aufgeführt. Grundlage ist die Denkmalliste des Landes Rheinland-Pfalz (Stand: 14. Dezember 2023).

## Einzeldenkmäler
| Bezeichnung         | Lage                        | Baujahr                            | Beschreibung                                             | Bild                           |
| ------------------- | --------------------------- | ---------------------------------- | -------------------------------------------------------- | ------------------------------ |
| Wohnhaus            | Hauptstraße, zu Nr. 29 Lage | 18. Jahrhundert                    | kleines Unterstallhaus, 18. Jahrhundert                  | BW                             |
| Quereinhaus         | Hauptstraße 38 Lage         | zweite Hälfte des 18. Jahrhunderts | barockes Quereinhaus, zweite Hälfte des 18. Jahrhunderts | BW                             |
| Evangelische Kirche | Kirchstraße 4 Lage          | 1938                               | Saalbau, 1938                                            | weitere Bilder Fotos hochladen |